# Zarah Leander
Zarah Leander (født 15. marts 1907 i Karlstad, død 23. juni 1981) var en svensk skuespiller og sanger.

## Biografi
Hun var født Sara Stina Hedberg, men blev i 1927 gift med skuespilleren Nils Leander. De fik to børn, Boel i 1927 og Göran i 1929, og blev skilt i 1931.
I sit andet ægteskab var hun gift med Vidar Forsell, søn af operasanger og operachef John Forsell. Vidar Forsell adopterede hendes børn, der hedder Forsell til efternavn. Ægteskabet blev opløst omkring 1945, og hun blev i 1956 gift med kapelmester Arne Hülphers. Han var nogle år tidligere begyndt at arbejde som hendes akkompagnatør ved grammofonindspilninger og koncerter.

## Karriere
Efter debut på en turne med Ernst Rolf fra oktober 1929 kom hun til Stockholm og slog igennem i en revy. Det førte til hendes første grammofonplade i februar 1930 ("Ingenting att bjuda främmande på" / "Jag vet inte varför jag gör det"). Gösta Ekman tog hende med i Den glade enke 1931 på Konserthuset. Hun gæstede også Dagmarteatret 1932 som Hanna Glawari. Karl Gerhard havde bearbejdet teksten, og 1932–1936 kom hun med i hans revyer, den sidste: nytårsrevyen 1936: Köpmännen i Nordens Venedig, hvor hun bl.a. til C.A. Bixios melodi sang "Jag vill ha en gondol uti Nordens Venedig". Under et gæstespil med denne revy i København blev hun kontaktet af Max Hansen.
Hun fik succes med en operetterolle i Wien i 1936 (Axel an der Himmelstür (Musik: Ralph Benatzky) på Theater an der Wien sammen med bl.a. Max Hansen), og det blev begyndelsen til en række tysksprogede pladeindspilninger. Derefter fik hun en lukrativ kontrakt med det nazistiske filmselskab UFA, der 1937–1943 gav hende hovedrollen i ti film. Hun havde allerede lavet sin første film på tysk i Østrig, Premiere (premiere i februar/marts 1937)
Hun blev Nazi-Tysklands mest populære kunstner, men fik et anstrengt forhold til propagandaminister Joseph Goebbels.
Uenighed med filmselskabet om honoraret bevirkede, at Zarah Leander i 1943 flyttede tilbage til Sverige. Modstanden mod hende gjorde, at hun efter krigen levede tilbagetrukket på sin herregård uden for Norrköping.
Først fra 1950'erne begyndte hun igen at optræde, og da oplevede hun stor succes i Vesttyskland, hvor krigsgenerationen ikke havde glemt hende.